# Mru
Mru /=čovjek/, tibetsko-burmanski narod iz Bangladeša, naseljen u nekih 200 sela u džunglama gorja Chittagong, i manjim dijelom u Zapadnom Bengalu u distriktima Nadia i Hoogly. Mru jezično čine jednu od glavnih grana tibetsko-burmanskih jezika, a jedini jezik je mru (murung, mrung, maru, ili niopreng) govori pet njihovih grupa, to su Anok i Tshungma na sjeveru; Domrong u nizinama sjeverno od riejke Matamuri; i Dopreng i Rumma dalje na jugu i u Arakanu
Mru žive izolirano ponajviše zbog nacionalne politike koja je u ovaj strateški položaj ograničila kretanje. 
Glavnina Mrua živi prilično siromašno, uglavnom od zemljodjelstva, uzgoja riže i drugih kultura služeći se tehnikom posijeci-i-spali. Tehnika posijeci-i-spali zahtijeva polusjedilački način života jer se zbog iscrpljivanja tla moraju seliti svakih dvije do tri godine. Do potrepština koje ne mogu sami priskrbiti prisiljeni su odlaziti na tjedne sajmove kako bi nabavili sol, noževe, odjeću i druge stvari. Žene su vješte u izradi raznog nakita.
Mru tipično žive u kućama od drveta ili bambusa, pokrivenih slamom, rjeđe crijepom.  Društvo je podijeljeno na klanove i fratrije (bratstva) unutar kojih ženidba nije dozvoljena. Seoska zajednica je demokratska, a autoritet seoskog poglavica tek je nominalan.
Kada mladi Mru-muškarac dođe u dob od 16 godina on počinje izazivati pažnju okoline, aranžirajući svoju kosu u pletenice na vrhu glave, te stavlja floralni (cvjetni) ukras na svoj turban. Mru-mladići slobodno biraju svoje partnerice za ženidbu, za koje im je potrebna jedino dozvola roditelja. Seksualni život prije braka se tolerira a neželjena trudnoća završava brakom. Nakon ženidbe mladi par živi kod mladoženjine ili nevjestine obitelji, a tek nakon što bi se rodilo nekoliko djece, podizali bi sebi poseban dom.
Mru imaju svoju jedinstvenu kulturu, rituale i vjerovanja. Njihov bog Torai /"veliki duh"/, dao je, kažu Mrui, svim ljudima pismo osim njima. U stvari zato što su ostali bez pisma krivi su sami preci Mrua koji su bogu po pismo i pravila života poslali kravu. Torai je pravila napisao na listu banana ali ga je ova životinja kasnije pojela, a Mrui su ostali u neznanju i bez pisma. U spomen na ovaj događaj Mrui održavaju dvodnevnu svečanost u kojemu se vrši žrtvovanje krave.
Mrui imaju bogove vatre, vode i šuma, a znatan dio ima i budističku vjeru.

## Vanjske poveznice
- Mru Tribe
- The Mru of South Asia
- Mru Houses  Arhivirana inačica izvorne stranice od 30. rujna 2011. (Wayback Machine)